# 达尔内陨石坑

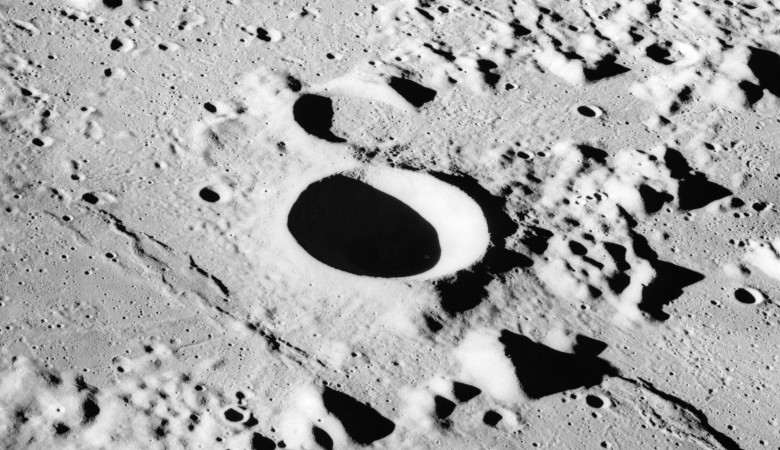
阿波罗16号拍摄的南向斜视图

达尔内陨石坑(Darney)是月球正面位于云海与风暴洋交界处的一座小撞击坑，其名称取自法国天文学家莫里斯·达尔内(Maurice Darney，1882年-1958年)，1935年被国际天文学联合会批准接受。

## 描述
该陨坑西侧靠近赫里戈留斯陨石坑、西北偏北毗邻诺曼陨石坑、欧几里得陨石坑位于它的西北、西北偏北则是小陨坑柯伊伯；达尔内陨石坑的东面，从北往南分布着邦普朗环形山、托兰斯基陨石坑、居里克环形山及奥佩尔特陨石坑；而南面和东南分别坐落了卢宾聂基陨石坑和更大的阿伽撒尔基德斯环形山。此外，环该陨坑：西北是里菲山脉和风暴洋、北面濒临知海、东北绵延着盖塔山脊、东侧伸展着奥佩尔特月溪、而东南和西南分别为云海和湿海。该陨坑中心月面坐标为14°37′S 23°34′W / 14.61°S 23.57°W，直径14.81公里，深度2.385公里。
达尔内陨石坑是一座坑底面积较小的圆碗状撞击坑。陨坑北面的知海上分布有一些崎岖的山丘和丘陵，而南面则连接了一系列向西南延伸的低矮皱岭-可能是一座古陨坑的残壁。该陨坑坑沿尖峭，几乎未受撞击磨损。坑壁平均高出周边地形550米，坑内反照率明显高于周边幽暗的月海表面。陨坑位于一座辐射近110公里的小型射纹系统中心，并被已被月球和行星观测协会(ALPO)列入《带有明亮射纹系统的撞击坑列表》和《内侧壁坡带有暗纹的撞击坑列表》。
该陨坑的形态特征隶属"BIO 型"(以该类陨坑的典型代表-毕奥陨坑所命名)。

## 卫星陨石坑
按惯例，最靠近达尔内陨石坑的卫星坑将在月图上以字母标注在它的中心点旁边。
| 达尔内 | 纬度     | 经度     | 直径      |
| ------ | -------- | -------- | --------- |
| B      | 14.82° S | 26.43° W | 3.61公里  |
| C      | 14.14° S | 26.04° W | 12.81公里 |
| D      | 14.51° S | 27.06° W | 4.85公里  |
| E      | 12.43° S | 25.44° W | 4.35公里  |
| F      | 13.32° S | 26.46° W | 3.86公里  |
| J      | 14.35° S | 21.45° W | 6.03公里  |

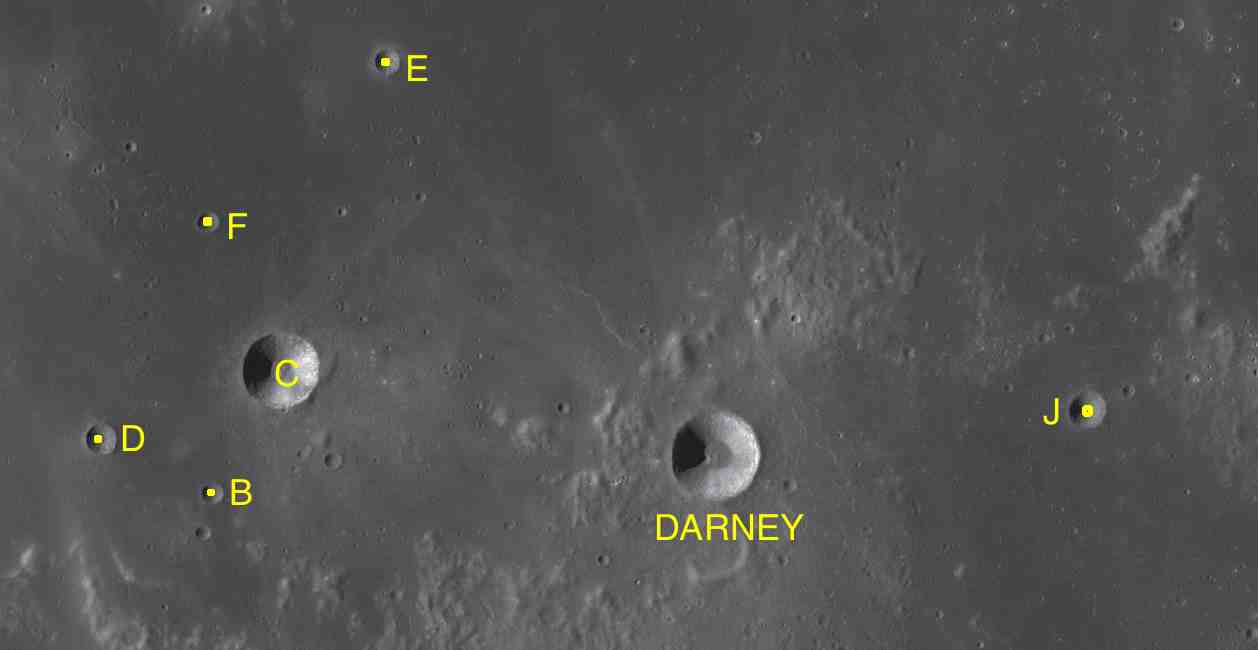
LAC-94 区域图

- 卫星坑"达尔内 C"、"达尔内 D"、"达尔内 E"和达尔内 J"已被月球和行星观测协会(ALPO)列入《带有明亮射纹系统的撞击坑列表》[5]；
- 卫星坑"达尔内 C"在月食期间曾被记录到表面温度发生异常，该现象主要为陨坑地质龄较短，表面尚未形成能提供隔热作用的表岩屑所致，这是最年轻陨坑的一种典型特征；
- 卫星坑"达尔内 C"在一些旧的刊物中被称为"皮耶罗陨石坑"(拉丁語：Pierot)，但国际天文联合会并未接受该命名。

## 参引资料
1. ↑   (PDF).   [2016-10-06]. （原始内容存档 (PDF)于2013-02-20）.
2. ↑  .   [2016-10-06]. （原始内容存档于2017-11-15）.
3. ↑  .   [2016-10-06]. （原始内容存档于2014-12-18）.
4. ↑  Lunar Impact Crater Database
5. 1 2  List of craters with bright rays system of lunar and planetary astronomy Association(ALPO) 的存檔，存档日期2016-03-04.
6. ↑  List of craters with dark radial bands of the Association of Lunar and Planetary Astronomy(ALPO) 的存檔，存档日期2013-12-03.

## 另请参阅
- Andersson, L. E.; Whitaker, E. A. . NASA RP-1097. 1982.
- Blue, Jennifer. . USGS. July 25, 2007  [2007-08-05]. （原始内容存档于2018-12-25）.
- Bussey, B.; Spudis, P. . New York: Cambridge University Press. 2004. ISBN 978-0-521-81528-4.
- Cocks, Elijah E.; Cocks, Josiah C. . Tudor Publishers. 1995. ISBN 978-0-936389-27-1.
- McDowell, Jonathan. . Jonathan's Space Report. July 15, 2007  [2007-10-24]. （原始内容存档于2018-12-25）.
- Menzel, D. H.; Minnaert, M.; Levin, B.; Dollfus, A.; Bell, B. . Space Science Reviews. 1971, 12 (2): 136–186. Bibcode:1971SSRv...12..136M. doi:10.1007/BF00171763.
- Moore, Patrick. . Sterling Publishing Co. 2001. ISBN 978-0-304-35469-6.
- Price, Fred W. . Cambridge University Press. 1988. ISBN 978-0-521-33500-3.
- Rükl, Antonín. . Kalmbach Books. 1990. ISBN 978-0-913135-17-4.
- Webb, Rev. T. W.  6th revised. Dover. 1962. ISBN 978-0-486-20917-3.
- Whitaker, Ewen A. . Cambridge University Press. 1999. ISBN 978-0-521-62248-6.
- Wlasuk, Peter T. . Springer. 2000. ISBN 978-1-85233-193-1.